# Toru Oniki
Toru Oniki (鬼木 達 Oniki Toru?), född 20 april 1974 i Chiba prefektur, är en japansk före detta fotbollsspelare.
Oniki började sin karriär 1993 i Kashima Antlers. Med Kashima Antlers vann han japanska ligan 1996, japanska ligacupen 1997 och japanska cupen 1997. 1998 blev han utlånad till Kawasaki Frontale. Han gick tillbaka till Kashima Antlers 1999. 2000 flyttade han till Kawasaki Frontale. Han avslutade karriären 2006.